# Iglesia del Sinaí

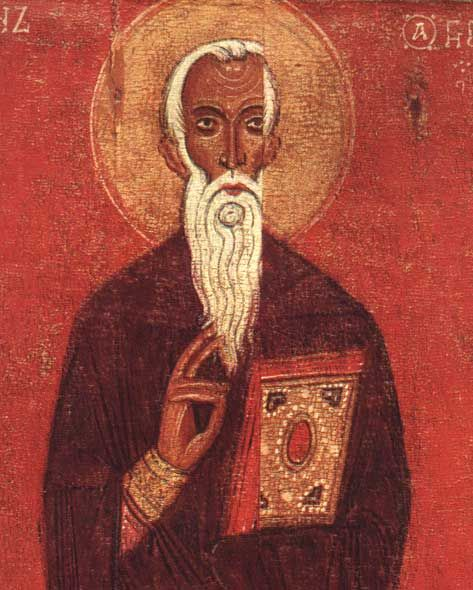
Juan Clímaco, abad del monasterio de Santa Catalina.

La Iglesia del Sinaí o Iglesia ortodoxa del Monte Sinaí (en griego: Ορθόδοξη Εκκλησία του Όρους Σινά) es una Iglesia ortodoxa cuyo territorio canónico consiste en la península del Sinaí en Egipto. Se centra en el monasterio de Santa Catalina al pie del monte Sinaí, junto con la dependencia de San Jorge en El Tor, el convento de Faran en Uadi Feiran, la ermita de Targa en Tarfa y varios santuarios. Existen diferencias de opiniones sobre si esta Iglesia es totalmente autocéfala o simplemente autónoma, el sitio web oficial del monasterio dice que su primado es autocéfalo ya que no está sujeto a ningún patriarca ni sínodo. Por lo general es considerada una Iglesia ortodoxa autónoma dentro del patriarcado greco-ortodoxo de Jerusalén, ya que su primado, el arzobispo del Monte Sinaí, Faran y Raitu y abad del monasterio, es tradicionalmente consagrado por el patriarca de Jerusalén. Este patriarca es conmemorado en la liturgia ortodoxa sinaítica. La sede del arzobispo es regularmente la dependencia existente en El Cairo.

## Historia
El cristianismo en la península del Sinaí apareció a más tardar en el siglo III, cuando cristianos de Egipto se refugiaron allí por las persecuciones romanas. Muy temprano en estos lugares también aparecieron los primeros monjes ermitaños. El 14 de enero de 305, durante la persecución de Diocleciano, los primeros cinco mártires en el área del monte Sinaí y Raitu fueron asesinados. Al principio, los monjes y cristianos del Sinaí estaban en la jurisdicción de los obispos de Faran y de los obispos de Ela (actual Áqaba), siendo el primero de estos últimos Pedro, uno de los padres del Concilio de Nicea I en 325. A partir del Concilio de Calcedonia en 451 estas diócesis quedaron dentro del patriarcado de Jerusalén y de la metrópolis de Petra, dejando de pertenecer al patriarcado de Antioquía y la arquidiócesis de Bosra.
La Iglesia del Sinaí debe su existencia al monasterio de la Transfiguración (más conocido como monasterio de Santa Catalina). Los orígenes del monasterio se remontan a la capilla de la Zarza Ardiente que la madre del emperador romano Constantino I, Helena, había construido sobre el sitio donde se supone que Moisés vio la zarza ardiente. Entre 527 y 565 el emperador Justiniano I ordenó la construcción del monasterio para encerrar la capilla. El monasterio se asoció con Catalina de Alejandría por la creencia de que sus reliquias fueron transportadas milagrosamente allí. 
Raitu (actual El Tor) se convirtió en lugar de refugio para los cristianos que huían de la persecución durante el siglo III. Los mártires de Raitu fueron 43 anacoretas muertos por sarracenos o beduinos invasores. En el siglo VI fue promovido a monasterio de Raitu por el emperador bizantino Justiniano.
El monasterio de Santa Catalina, como se le conoce desde el siglo IX, fue originalmente parte del patriarcado de Jerusalén, dentro de la diócesis de Faran en la provincia romana de Palestina III. La antigüedad de la arquidiócesis del Sinaí puede trazarse hasta el Concilio de Calcedonia en 451, en el que respecto de la Iglesia de Jerusalén se expresó: rango de arquidiócesis metropolitana, y la Santa Sede de la Ciudad Santa, señalando que en el lugar 24 del rango estaba la arquidiócesis del Monte Sinaí.
En 527, debido a las grandes donaciones al monasterio del Sinaí por parte del emperador Justiniano, la arquidiócesis del Sinaí entró en la jurisdicción del patriarcado de Constantinopla.
El Concilio de Constantinopla II en 553 puso la arquidiócesis del Sinaí en el rango de Iglesia autocéfala debido a los privilegios que el monasterio recibió del emperador Justiniano. Después de la conquista de Egipto en el siglo VII por los musulmanes y las dificultades resultantes para comunicarse con Constantinopla, el patriarca de Jerusalén comenzó nuevamente a realizar la ordenación de los arzobispos del Sinaí, a cuya jurisdicción regresó la arquidiócesis del Sinaí en 640.
Después de que el obispo de Faran fue depuesto por monotelita en 681, la sede fue transferida al mismo monasterio, y el abad se convirtió en obispo de Faran. Con la posterior unión de la diócesis de Raitu con el monasterio, a principio del siglo VIII todos los cristianos en la península del Sinaí quedaron bajo la jurisdicción del abad-arzobispo. La liturgia de Santiago fue celebrada en el monasterio hasta el siglo XIV, cuando adoptó el rito bizantino.
En el siglo XIV, además del monasterio principal, la arquidiócesis del Sinaí incluyó más de una docena de grandes monasterios, que fueron destruidos en 1400 durante la invasión de las tropas del gobernante de Egipto Malik Tahar, solo el monasterio principal de Santa Catalina y el monasterio en Raitu pudieron sobrevivir.
La silla episcopal, abolida por el patriarca de Constantinopla Joaquín I en 1557, fue restaurada en 1575 en el Concilio de Constantinopla como arquidiócesis con estado autónomo, lo que el patriarcado de Constantinopla reafirmó en 1782.
Hoy, además de los aproximadamente 20 monjes en la comunidad monástica, esta Iglesia incluye unos cientos de beduinos y pescadores que viven en el Sinaí. Desde la invasión israelí en 1967, quizás el mayor problema que enfrenta la comunidad ha sido mantener un estilo de vida monástico auténtico mientras recibe una afluencia masiva de turistas. Este problema ha continuado después del regreso del área a Egipto en 1982, además de que la población local ha ido en aumento. El papa Juan Pablo II visitó el monasterio el 26 de febrero de 2000.

## Características
La biblioteca del monasterio es famosa por su gran antigüedad y sus manuscritos. En 1859 el lingüista alemán Konstantin von Tischendorf descubrió en el monasterio el Codex Sinaiticus. Hoy contiene alrededor de 4000 manuscritos, y algunos de los iconos más antiguos del mundo, ya que el monasterio estaba fuera del Imperio bizantino durante la controversia iconoclasta, cuando se destruyeron muchos iconos en el Imperio.
Actualmente el monasterio además de la biblioteca tiene una casa de huéspedes y un hospital para la población local. Los monjes también han administrado una escuela en El Cairo desde 1860. Históricamente, el monasterio ha tenido muchas iglesias y monasterios dependientes en otros países. A 2006 había monasterios en El Cairo (donde el abad a menudo reside), Alejandría, nueve en Grecia, tres en Chipre, uno en el Líbano y uno en Estambul. El número de los fieles de la Iglesia ortodoxa de Sinaí era de 900 personas en 1986.

## Elección del arzobispo
De acuerdo con la práctica establecida desde la antigüedad, el primado del Sinaí es elegido por la hermandad del monasterio de Santa Catalina con la participación de representantes del monasterio de Juwani en El Cairo. Un candidato a arzobispo debe ser miembro de la fraternidad del monasterio. Su ordenación episcopal es realizada en Jerusalén por el patriarca local.
En caso de violación de la carta monástica, el arzobispo de Sinaí está sujeto a la corte de la hermandad monástica, que, si el arzobispo no se somete a la decisión, tiene el derecho de someter el caso a la discreción de todos los patriarcas orientales.
Durante los servicios divinos el arzobispo de Sinaí levanta el nombre del patriarca de Jerusalén y usa la inscripción "nuestra humildad" en sus cartas.
La residencia del arzobispo de Sinaí se encuentra en el Complejo del Monasterio de Juwani en El Cairo. Durante la ausencia del arzobispo del monasterio, este es gobernado en su nombre por un gobernador elegido de entre los hermanos y aprobado por el arzobispo.

## Cronología de los obispos

### Obispos de Faran
- Teodoro I
- Nectario I (Netr o Natira) (c. 400)
- Musey
- Agapito
- Macario I (c. 450)
- Salomón I
- Gabriel I
- Salomón II
- Andrés
- Constantino I
- Theon (c. 536)
- Fotio (c. 540)
- Trabajo I (c. 550)
- Isaac
- Jacobo
- Juan I
- Juan II
- Agafon
- Salomón III
- Ely
- Teodoro II (649-681) fue expulsado por monotelita, por lo que fue condenado por el Concilio de Letrán (649) y por el Concilio de Constantinopla III (680-681).

### Obispos de Sinaí, Faran y Raitu
- Constantino II (?-869)
- Marcos I (869-?)
- Anastasio IV (901-925)
- Juan [III] (c. 947)
- Macario [II] (c. 967)
- Salomón IV (982-1002)
- Salomón V (c. 1008)
- Job II (m. 1033 en Béthune, Francia)
- Juan [IV] (c. 1069)
- Juan [V] (1081-1091)
- Macario [III] (?)
- Zacarías II (1103-1114)
- Joaquín I (?)
- Antonio II (?)
- Jorge III (1130-?)
- Gabriel [II] (?-1160)
- Juan [VI] (c. 1164)
- Josafat I (c. 1176)
- Herman II (c. 1177)
- Pedro II (c. 1180)
- Manuel (c. 1183)
- Abraham II (?)
- Simeón IV (1203-1214)
- Evtimiy (c. 1223)
- Macario [IV] (c. 1224)
- Herman III (c. 1228)
- Teodosio I (c. 1239)
- Macario [V] (c. 1248)
- Simeón V (c. 1258)
- Juan [VII] (1263-1281)
- Arsenio II (1285–1292)
- Gabriel [III] (c. 1296)
- Juan [VIII] (c. 1299)
- Simeón V (c. 1306)
- Marcos II (c. 1320)
- Doroteo I (1324–1333)
- Herman IV (c. 1335)
- Arsenio III (c. 1338)
- Marcos III (1358-1375)
- Trabajo III (?)
- Abraham III (?)
- Gabriel [IV] (?)
- Miguel I (?)
- Josafat II (c. 1419)
- Atanasio II (?)
- Savva (1429)
- Siluan (?)
- Cirilo I (?)
- Salomón VI (?)
- Teodosio II (c. 1440)
- Tuma bin Girgis bin Tuma (5 de abril de 1446)
- Marcos IV (c. 1446)
- Miguel II (c. 1446)
- Joaquín II (c. 1452)
- Antonio III (?)
- Abraham IV (?)
- Marcos V (c. octubre de 1461-septiembre de 1462)
- Macario [VI] (c. 1466-1488)
- Thierry (entre 1481-1488)
- Lázaro I (c. 1491)
- Marcos V (1496-1505)
- Daniel (c. 1507)
- Lázaro II (c. 1510)
- Klim (c. 1514)
- Joaquín III (c. 1520)
- Eugenio I (c. 1538)
  - Sede vacante
- Sofronio II (1540-1545)
- Macario [VII] (c. 1546, 1557), depuesto y el obispado abolido[6]

### Arzobispos de Sinaí, Faran y Raitu
- Eugenio II (1575-1583)
- Anastasio V (1583-1592)
- Lorenzo (1592-1600; 1600-1617)
- Josafat III (1617-1660)
- Nectario II (1661)
- Ananías (1661-1671)
- Juan I (1671-1691)

### Obispos de Sinaí, Faran y Raitu
- Juan I (1691-1696)

### Arzobispos de Sinaí, Faran y Raitu
- Juan I (1696-1702)
- Cosme «Byzantios» (22 de abril de 1703-13 de febrero de 1706)
- Atanasio III (1708-1720)
- Joanicius II (1721-1728)
- Nicéforo (1728-1747)
- Constancio I (1748-1759)
- Cirilo II (28 de octubre de 1759-1790)
  - Sede vacante
- Doroteo (1794-1797)
  - Sede vacante
- Constancio II (1804—1830)
- Constancio II (1834—5 de enero de 1859)
- Cirilo III de Bizancio (7 de diciembre de 1859-30 de agosto de 1867)
- Kallistratos III Rokas (30 de agosto de 1867-9 de abril de 1885)
- Porfirio I Marudas (21 de agosto de 1885-20 de abril de 1904)
- Porfirio II Logothetus (17 de octubre de 1904-14 de julio de 1926)
- Porfirio III Paulinou (29 de julio de 1926-24 de noviembre de 1968)
- Gregorio II Maniatopoulos (2 de febrero de 1969-11 de septiembre de 1973)
- Damiano Samartzes, desde el 23 de diciembre de 1973[7]